# Nick Swisher
Nicholas Thompson "Nick" Swisher (25 de novembro de 1980, Columbus, Ohio) é um ex-jogador profissional de beisebol estadunidense.. Ele fez parte do time campeão da World Series de 2009 com o New York Yankees.
Durante sua carreira, que começou em 2004, ele jogou, além dos Indians e do Yankees, pelo Oakland Athletics, pelo Cleveland Indians e pelo Chicago White Sox.